# Wielkie pustkowie
Wielkie pustkowie (Grande Sertão: Veredas) – powieść brazylijskiego pisarza João Guimarãesa Rosy z 1956 roku. Nie jest podzielona na rozdziały, napisana jest językiem archaizowanym i zarazem potocznym. Uważana za trudną dla tłumaczy. Polskiego przekładu dokonała Helena Czajka (PIW, 1972). Jedna z najważniejszych powieści latynoskich, zapewne najważniejsza brazylijska.

## Fabuła
Riobaldo był na początku XX wieku jagunço (najemnikiem, bandytą) w stanie Minas Gerais na stepowym pustkowiu Sertão ograniczonym lewym brzegiem rzeki São Francisco. Teraz jako starszy człowiek, ranczer, opowiada swoją długą historię milczącemu, nienazwanemu przybyszowi z miasta.
Bohater pochodzi z klasy średniej, początkowo był prywatnym nauczycielem zamożnego ranczera, Ze Bebelo, walczącego z bandyckimi grupami z własnym oddziałem jagunços. Potem jednak Riobaldo z żądzy przygód przeszedł na stronę bandytów. Był ceniony za celność w strzelaniu. Zaprzyjaźnił się z Diadorimem z gangu. W grupie pojawił się rozłam, powstał gang Hermogenesa i inny wierny Ze Bebelo. Przywódcą tego drugiego został w końcu Riobaldo.
Próbował on zawrzeć pakt z diabłem, ale nie wiedział, czy to nastąpiło. Pokonał przeciwników z drugiej bandy. Zginął Diadorim, który okazał się kobietą. Riobaldo zrezygnował z dowództwa i osiadł na ranczu.
Sceny z życia zbójców to np. przejście przez wrogą pustynię, bitwa na noże, pobyt w wiosce nękanej zarazą. Tytułowe "veredas" to ścieżki przez bagna w wyższych partiach Sertão.
W 1985 roku powstał w Brazylii miniserial telewizyjny oparty na tej powieści.